# واشینگتن (ورمانت)
واشینگتن (به انگلیسی: Washington) یک منطقهٔ مسکونی در ایالات متحده آمریکا است که در شهرستان اورنج، ورمانت واقع شده‌است. واشینگتن ۱۰۰٫۷ کیلومتر مربع مساحت و ۱٬۰۳۲ نفر جمعیت دارد و ۵۳۸ متر بالاتر از سطح دریا واقع شده‌است.